# Fondales
Fondales es una localidad y pedanía española perteneciente al municipio de La Taha, en la provincia de Granada, comunidad autónoma de Andalucía. Está situada en la parte central de la comarca de la Alpujarra Granadina. Cerca de esta localidad se encuentran los núcleos de Mecinilla, Mecina, Pitres y Capilerilla.

## Historia
Hasta 1975 formaba parte del municipio de Mecina Fondales, formado además por los barrios de Mecinilla y Mecina. Se integró en La Taha en aquella fecha. Históricamente perteneció a la taha de Ferreyra y anteriormente al ŷuz´ primero y luego al iqlim de Farrayra.
Está situada dentro del Sitio Histórico de la Alpujarra Media y La Taha, con protección especial dado el interés de su trama urbana, con tinaos y lavaderos, y por la tipología de sus viviendas. Situada cerca del río Trevélez, al que se accede por un camino empedrado, disponía de un molino, del que quedan las ruinas, y de un puente de origen medieval (aunque es conocido por los lugareños como "Puente Romano"), por el que se accede a una carihuela que conecta con el camino histórico a Órgiva. En dicha carihuela  se encuentra el aljibe de Campuzano, fechado entre los siglos XII-XIV, y protegido también como Bien de Interés Cultural, como el resto de los elementos citados.
El popular hispanista británico Gerald Brenan fijó en Fondales su residencia de verano.

## Demografía
Según el Instituto Nacional de Estadística de España, en el año 2012 Fondales contaba con 55 habitantes censados.

## Cultura

### Fiestas
Sus fiestas populares se celebran cada año el primer fin de semana de octubre en honor a la patrona de la localidad, la Virgen del Rosario.